# RuneQuest
RuneQuest ist ein Fantasy-Rollenspiel, das erstmals 1978 von der kalifornischen Firma Chaosium veröffentlicht wurde.

## Geschichte
1979 kam eine 2. Ausgabe heraus. 1984 wurde die 3. Ausgabe von RuneQuest durch die Firma Avalon Hill publiziert, aber weiterhin von Chaosium erarbeitet. Auf Deutsch wurde ab 1991 die 3. Ausgabe vom Verlag Welt der Spiele vertrieben, der die Rechte hierzu aber 1997 verlor.
Da man sich seitens der Fangemeinde und Chaosium und des Herausgebers Avalon Hill uneins war, ob RuneQuest mit der Fantasy-Spielwelt Glorantha fest verknüpft bleiben oder offener gestaltet werden sollte und kaum neue Produkte den Markt erreichten, verlor das System Mitte der 90er Jahre mehr und mehr Popularität. 1997 wollte Avalon Hill, im Alleingang, ohne Mitwirkung von Chaosium, das überarbeitete RuneQuest Slayers veröffentlichen. Dazu kam es aber nicht, da die Übernahmeverhandlungen von Avalon Hill und Hasbro den Veröffentlichungstermin aussetzten. RuneQuest Slayers kann mittlerweile unter dem Titel Runeslayers als Freeware heruntergeladen werden.
1998 wurde Avalon Hill durch die Unternehmensgruppe Hasbro übernommen. Seit 2003 liegen die Namensrechte von RuneQuest bei der Firma Issaries, Inc. und 2005 ließ der britische Verlag Mongoose Publishing in einer Pressemeldung verlauten, dass eine Neuausgabe des Spiels geplant sei. Diese 4. Edition der RuneQuest-Regeln erschien im Sommer 2006 zunächst in Form eines Basisregelbuches, gefolgt von zahlreichen Erweiterungsbänden.
Mongoose Publishing hat den Großteil der Regeln der 4. Edition als frei verfügbares System Reference Document (SRD) in englischer Sprache veröffentlicht. Auf diese Weise wird es interessierten Herstellern von Spielwelten und Abenteuern ermöglicht, die Regeln von RuneQuest für ihre Zwecke unentgeltlich zu nutzen. Interessierte können mit dem SRD RuneQuest kostenlos kennenlernen und als digitales Nachschlagewerk nutzen.
Im Januar 2010 hat Mongoose Publishing RuneQuest II veröffentlicht. Die Zusammenarbeit von Mongoose und Issaries wurde im Mai 2011 wieder aufgelöst und die Grundregeln werden – losgelöst von der Spielwelt Glorantha und dem Namen RuneQuest – neu unter dem Namen Legend weiter vertrieben.
Eine sechste Edition ist im Juli 2012 bei The Design Mechanism erschienen, deren deutsche Ausgabe seit Dezember 2014 als PDF-Datei erhältlich ist.
Im Oktober 2015 wurde durch die RuneQuest-Gesellschaft e. V. eine deutsche Printausgabe angekündigt. Die Finanzierung konnte über eine erfolgreiche Crowdfunding-Kampagne bei der Plattform Startnext am 20. März 2016 gesichert werden. Die fertige Ausgabe wurde auf der SPIEL'16 vorgestellt und die Auslieferung an die Crowdfunding-Unterstützer erfolgte ab Oktober 2016. Der Dreijahresvertrag von Chaosium mit The Design Mechanism wurde nicht verlängert, da Chaosium beabsichtigt selbst eine neue Edition zu publizieren, so dass die Grundregeln ab August 2016 neu unter dem Namen Mythras weitergeführt wurden. Die deutsche Ausgabe des Mythras Regelbuches der RuneQuest-Gesellschaft e. V. erschien nach Abverkauf der RuneQuest 6 Regelbücher im Oktober 2017.
Eine fast unbearbeitete Neuauflage der zweiten Edition wurde vom derzeitigen Inhaber der Rechte, Chaosium, veröffentlicht, zunächst nur als englische Ausgabe. Die Finanzierung konnte über eine erfolgreiche Crowdfunding-Kampagne auf der Plattform Kickstarter im Dezember 2015 gesichert und der Druck im April 2016 abgeschlossen werden.
Am 1. Juni 2018 erschien bei Chaosium (zunächst als PDF, Druckversion geplant für August 2018) RuneQuest: Roleplaying in Glorantha, eine Weiterentwicklung von RuneQuest 2 unter Berücksichtigung von Elementen der Rollenspiele RuneQuest 3, Pendragon und HeroQuest, welche erstmals seit 1983 wieder Glorantha mit den Regelsystem verschmilzt.
Am 13. Juni 2018 gab der Uhrwerk-Verlag bekannt, dass er die deutschsprachige Lizenz für RuneQuest hält.
Im September 2018 wurde die 100 Questen Gesellschaft e. V. von deutschen Fans des W100-Spielsystems gegründet und übernahm ab dem 20. Oktober 2018 die Veröffentlichung der deutschen Ausgabe von MYTHRAS von der RuneQuest-Gesellschaft e. V.

Hintergrund:

Nach der Bekanntgabe durch den Uhrwerk-Verlag die deutsche Ausgabe des RuneQuest: Roleplaying in Glorantha zu veröffentlichen, sollte eine Verwirrung um den Namen RuneQuest vermieden werden und führte somit zum Rückzug der RuneQuest-Gesellschaft e. V. von MYTHRAS. Stattdessen wird die RuneQuest-Gesellschaft e. V. das neue RuneQuest: Roleplaying in Glorantha unterstützen.

## Regelsystem
RuneQuest verwendet das Basic-Role-Playing-Regelwerk, welches die Grundlage von Rollenspielen wie Call of Cthulhu, Sturmbringer, Hawkmoon, Corum, Worlds of Wonder, SuperWorld, ElfQuest, Ringworld oder Nephilim bildet.
Zu den Kernmechanismen zählen u. a.:
- ein rein auf Fertigkeiten basierender Spielercharakter, d. h., es gibt keine Klassen und Stufen
- Aktionen werden auf Basis eines Prozentsystems abgewickelt, d. h., der Einsatz einer Fertigkeit hat beispielsweise eine bestimmte prozentuale Erfolgschance
- universales Magiesystem (unterteilt in schamanistische, göttliche und hermetische Magie), in welchem jeder Charakter Zauber erlernen und anwenden kann
- direkter Erfahrungserwerb, d. h., sobald eine Fertigkeit erfolgreich eingesetzt wurde, besteht eine Wahrscheinlichkeit zur Verbesserung